# Gilbert Gruss
Ne doit pas être confondu avec Gilbert Gruss (cirque).
 (octobre 2016).
Gilbert Gruss est un karatéka français, né le 10 février 1943 à Algrange (Moselle) et mort le 1er octobre 2016 à Thionville.

## Formation et distinctions et diplômes
- Baccalauréat sciences expérimentales
- Certificat de physique, chimie et biologie (P.C.B) en 1963
- 1re année de médecine en 1964
- Brevet d'état de professeur de judo et DA 2e degré 1970
- Brevet d'État d'éducateur sportif 3e degré karaté et DA 23/03/1982.
- 8e dan de karaté 1996
- 9e dan en septembre 2007
- 10e dan FEKAMT en 2016
- médaille d'or de la Jeunesse et des Sports en 1976

## Carrière et titres sportifs
- Début du karaté en 1962 à Strasbourg
- Champion de la ligue de l'Est (Alsace - Lorraine) : 1965, 1966, 1967, 1968, 1969
- Vice-champion de France individuel : 1969, 1970, 1972
- Vainqueur de la Coupe de France : 1969
- Champion de France : 1971
- Vice-champion d'Europe individuel : 1969, 1970, 1971
- Champion d'Europe individuel toutes catégories : 1972
- Vice-champion d'Europe par équipe : 1970
- Champion d'Europe par équipe : 1969, 1971, 1972
- 3e aux Championnats du monde par équipe : 1970 à Tokyo
- Champion du monde par équipe : 1972 à Paris

## Carrière professionnelle
- 1965 - 1966 - Maître auxiliaire de sciences naturelles au lycée de Fameck
- 1967 - 1972 - Surveillant d'externat au lycée Charlemagne de Thionville
- 1972 - 1975 - Entraineur national de karaté de la République fédérale allemande
- 1975 - 1981 - Entraineur national de la Fédération française de karaté (Championne d’Europe 1979, 1980 et 1981)
- 1981 - 1985 - Directeur des équipes de France
- 1985 - 1994 - Responsable du département enfants de la FFKAMA
  - Création d’une progression technique adaptée aux enfants
  - Nouvelles formules de compétition en fonction de l’âge et surtout du niveau de développement psychomoteur de l’enfant
  - Mise en place d’un groupe de réflexion sur la pédagogie enfant spécifique au karaté
- 1992 - 1996 - Directeur technique national adjoint
  - Responsable du département des grades et dan de la FFKAMA
  - Responsable du département des grades et dan de la FFKAMA
  - Élaboration du règlement des grades et dan en conformité avec le décret de 1993. ----  Traduction et explication de tous les termes techniques du karaté en français (voir règlement technique des grades)
- 2000 - 2001, directeur technique fédéral
- 2001, cofondateur de la FEKAMT
- 2001-2016, directeur technique de la Fédération Européenne de Karatédô et Arts Martiaux Traditionnels (FEKAMT)

## Fonctions de dirigeant
- 1998 - 2001, membre du comité directeur de la Fédération française de karaté en tant que représentant des professeurs
- 1969 - 2002, directeur technique de la Ligue de Lorraine de karaté.
- Depuis 2002, président du collège européen des ceintures noires de karatédô.

Gilbert Gruss a été nommé 9e dan par la fédération allemande de karaté.
Gilbert Gruss était également responsable de la commission des grades à la Fédération européenne de karaté et arts martiaux traditionnels (FEKAMT) et président du collège européen des ceintures noires de karatédô qui comptait en ses rangs environ 500 ceintures noires.